# ميغان روبرتسون
ميغان روبرتسون هي أستاذة الهندسة الكيميائية والبيولوجية الجزيئية في جامعة هيوستن، وتشتهر بعملها في كيمياء البوليمرات نحو تحقيق "الولادة الخضراء، والحياة الخضراء، والموت الأخضر" من خلال إعادة التدوير ومن خلال الزيوت ذات المصادر البيولوجية والأحماض الدهنية لتطوير إلاستومرات جديدة بهدف استبدال المصادر البتروكيماوية.

## التعليم
حصلت روبرتسون على درجة البكالوريوس في الهندسة الكيميائية من جامعة واشنطن في سانت لويس ودرجة الدكتوراه في الهندسة الكيميائية من جامعة كاليفورنيا، بيركلي تحت إشراف البروفيسور نيتاش بالسارا. بعد عملها في شركة روهم وهاس التي أصبحت الآن شركة  داو كيميكال كعالمة بارزة لمدة عامين، انضمت إلى مجموعة مارك هيلماير في جامعة مينيسوتا كباحثة مشاركة في مرحلة ما بعد الدكتوراه.

## الحياة المهنية
في عام 2010 انضمت إلى قسم الهندسة الكيميائية والبيولوجية الجزيئية في جامعة هيوستن، وفي عام 2021 أصبحت أستاذة كاملة. لقد حصلت على تمويل من وزارة الدفاع للتحقيق في الطلاءات المضادة للرصاص القائمة على الكيتين وتقود فريقًا متعدد التخصصات ممولًا من خلال مؤسسة ويلش لتحويل نفايات البلاستيك المصنوعة من البولي أوليفين إلى مواد مفيدة. أشهر أعمالها، والتي نُشرت في مجلة ساينس، هي مراجعة حول موضوع البلاستيك وإعادة التدوير. وهي محررة مشاركة في مجلة Macromolecules وعضوة في المجلس الاستشاري التحريري لمجلة European Polymer Journal. وهي عضو في مجلس الأكاديميات الوطنية للعلوم والهندسة والطب في مجال العلوم والتكنولوجيا الكيميائية.

## الجوائز والتقدير
- 2014 – جائزة NSF CAREER
- 2015 – زميل كافلي في الأكاديمية الوطنية للعلوم[12]
- 2017 – الباحث الشاب في PMSE[4]
- 2018 – جائزة سباركس توماس من قسم المطاط في ACS[13][14]
- 2022 – زميل الجمعية الكيميائية الأمريكية[4]
- 2023 - جائزة الإبداع الخاصة من المؤسسة الوطنية للعلوم